# Cees Roelofs
Cornelis (Cees) Roelofs (Arnhem, 3 april 1905 - 30 januari 2005) was een Nederlands beiaardier.
Hij was zoon van bediende Hendrik Cornelis Roelofs en Johanna Maria Schippers. Bijna zijn gehele leven woonde hij in Apeldoorn; hij was rond 1933 getrouwd met de blinde vrouw Truus Lammes met wie hij wel kinderoperettes schreef en samen een muziekschool leidde (Muziekinstituut Roelofs aan de Generaal van der Heijdenlaan 10).
Roelofs werd mede tot het beiaard geïnspireerd door de concerten van Cornelis de Wolf, die in Roelofs’ jeugd het klokkenspel van de Eusebius te Arnhem bespeelde. Hij kreeg vervolgens les van Frans Hasselaar aan het Blindeninstituut aan de Vossiusstraat in Amsterdam, die hem ook wel mee nam naar zijn “werkplek” de toren van de Oude Kerk. Hij werd mede opgeleid door Willem Créman, ook van het Blindeninstituut en leerling van Hasselaar. In 1930 zette hij zijn opleiding voort aan het Beiaardschool te Mechelen; docenten aldaar waren Jef Denyn en Staf Nees. In dat jaar werd hij organist van de Doopsgezinde Kerk in Deventer; hij zou er tot 1985 spelen.  Hij slaagde in 1933 kon op advies van Denyn in Rhenen gaan werken, maar het kerkbestuur dacht daar anders over; ze passeerde hem. Eenmaal terug in Nederland was er nauwelijks werk al beiaardier te vinden. Hij mocht af en toe invallen, bijvoorbeeld bij Joh.W.Meyll in Nijkerk. Roelofs hield zich ondertussen bezig met concoursen. Zijn improvisatie op het Wilhelmus bracht het in 1931 tot een tweede plaats in Breda; zijn leraar Créman werd eerste. Meerdere prijzen lagen in het verschiet.
Na Tweede Wereldoorlog keerde Roelofs qua spel terug naar Amsterdam. Na enige tijd vaste invaller te zijn geweest voor Hasselaar in de Oude kerk, volgde Roelofs in 1948 Hasselaar op vaste beiaardier; werd in 1950 ambtenaar bij de Dienst der Publieke Werken; een functie die hij tot 1970 aanhield. In “zijn periode” werd het beiaard uitgebreid (1952) en gerenoveerd (1965). In de jaren zestig kreeg hij een soort stagiaire erbij: Sjoerd Tamminga; zijn opvolger in 1970 (pensioen) was echter Ype Höweler. In 1955 begon hij aan een dertigjarige periode als beiaardier te Barneveld, ook hier werd het klokkenspel uitgebreid. Alles resulteerde in een ereburgerschap van Barneveld.
In 1977 kon hij op 72-jarige leeftijd aan de slag als beiaardier in Apeldoorn. Roelofs had zich sinds 1933 ingezet voor een carillon in die stad, maar gedurende al die jaren was er weinig animo voor, totdat een stroomversnelling een klein carillon mogelijk maakte en Roelofs aan de slag kon. Het carillon werd onder zijn toezicht in 1997 nog gerenoveerd.
Het echtpaar werd in 1980 onderscheiden met de Yad Vashem-onderscheiding, tijdens de Tweede Wereldoorlog zat een Joods jongetje ondergedoken bij dit blinde echtpaar.
Hij was sinds 1933 lid van de Nederlandse Klokkenspel-Vereniging. Hij bracht weinig vernieuwingen in het spel, hij hield sterk van voorgeschreven muziek. Hij componeerde zelf ook wel eens wat, bekend is zijn Dansje voor Beiaard, al was hij dat zelf in 2004 vergeten.
Een jaar na onderstaand interview overleed Roelofs. De Wolf schreef in Klok en Klepel nr. 91 van juni 2005 het In memoriam.